# Center for æstetik og logik
Center for Æstetik og Logik (Caelo) var placeret på det humanistiske fakultet, Aalborg Universitet i perioden 1995-2001.

## Historie
Caelo blev etableret og ledet af dr. phil. Jørgen Holmgaard i 1995 med henblik på en beskæftigelse med humanvidenskabernes grundlagsproblematikker og følgelig grundforskning indenfor dette felt. Caelo fungerede endvidere som tværfagligt forum for fagene på det humanistiske fakultet og dertil kom, at centret arrangerede gæsteforelæsninger og forskningsseminarer. Caelo udgav skriftserien Skrifter fra Center for Æstetik og Logik.

## Skrifter fra Center for Æstetik og Logik
- Jørgen Holmgaard (red.) Gensyn med realismen (1996), Skrifter fra Center for Æstetik og Logik vol. 1
- Jørgen Holmgaard & Per Krogh Hansen (red.) Billedsprog (1997), Skrifter fra Center for Æstetik og Logik vol. 2
- Anker Gemzøe Metamorfoser i mellemtiden – studier i Sv. Aa. Madsens forfatterskab 1962-1986 (1997), Skrifter fra Center for Æstetik og Logik vol. 3
- Jørgen Holmgaard Teoriens topik (1998) Skrifter fra Center for Æstetik og Logik vol. 4
- Jørgen Holmgaard (red.) Æstetik og logik (1999), Skrifter fra Center for Æstetik og Logik vol. 5
- Per Krogh Hansen Karakterens rolle – aspekter af en litterær karakterologi (2000), Skrifter fra Center for Æstetik og Logik vol. 6